# السيدة كلوز
السيدة كلوز (بالإنجليزية: Mrs. Claus)‏ أو ماما نويل هي الزوجة الخيالية للعم سانتا كلوز وتعيش معه ومع الكلب المدلل وليس لهما أطفال في البيت بل أطفالهم كل الأطفال في العالم. ولكن الحقيقة هي أن البابا نويل أو سانتا كلوز هو راهب لم يكن متزوج وكان يعطي هدايا كثيرة للأطفال في أيام الأعياد.